# Полумыза
Полумы́за (нем. Landstelle, эст. poolmõis, maakoht) —  существовавшая в Остзейских губерниях (XIX — начало XX вв.) самостоятельная в сельскохозяйственном отношении мыза, чаще всего небольшой площади, у которой отсутствовали права рыцарской мызы. 

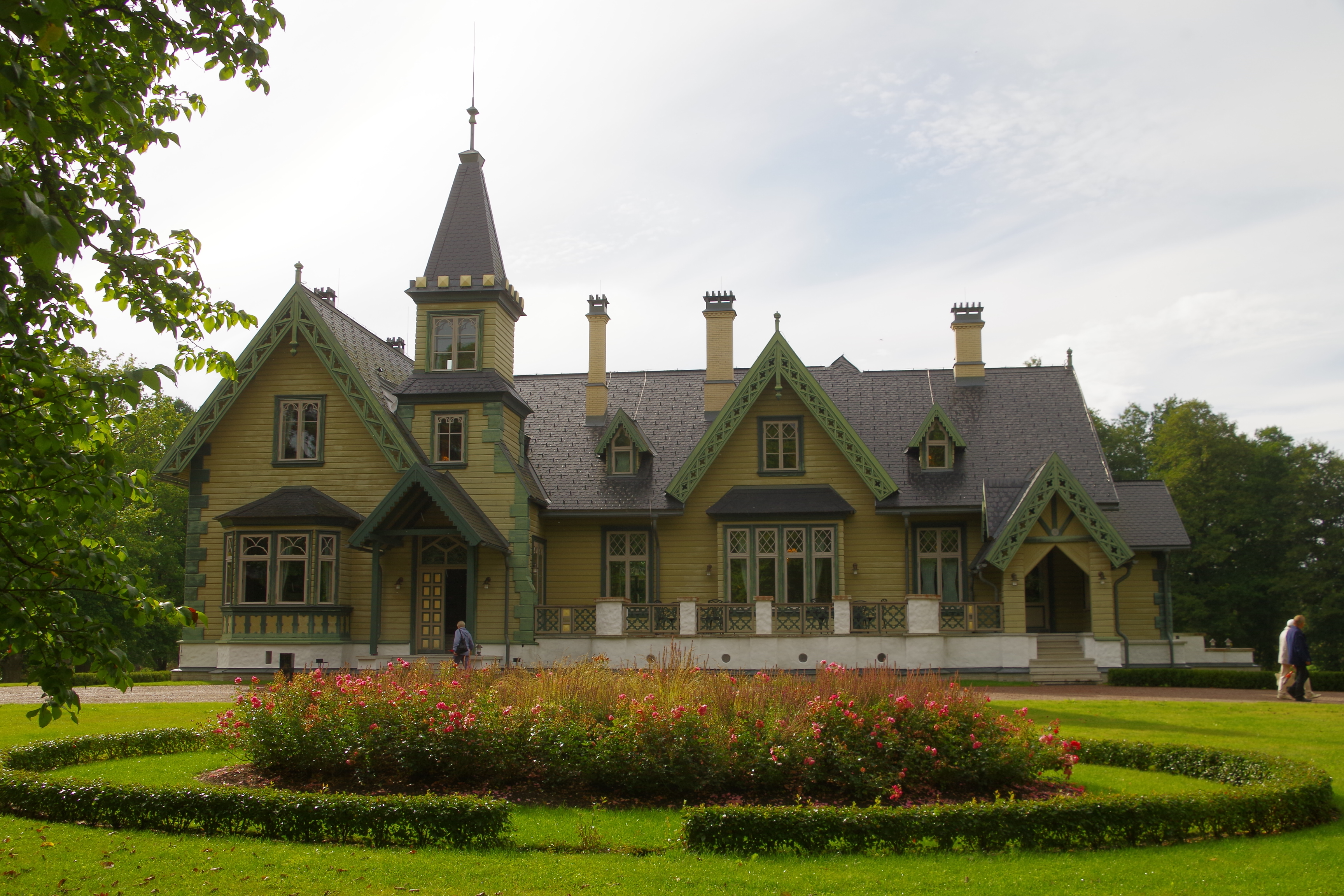
Главное здание полумызы Велленхоф (Кылтсу) в 2015 году

## Площадь полумызы
В 1864 году была впервые издана третья часть «Свода местных узаконений губерний остзейских» — Балтийский закон о частном праве. В статье 599 закона давалось определение «рыцарской мызы» и фиксировался её минимальный размер. В Эстляндии площадь рыцарской мызы должна была составлять не менее 150 десятин (в это число не входила площадь сенокосов и пастбищ). В Ливонии минимальным размером было 300 десятин (в это число не входила площадь водоёмов, болот и других непригодных для сельского хозяйства земель); треть из этой площади должны были составлять сельскохозяйственные земли (нем. Brustacker). На Сааремаа рыцарской считалась мыза, чья площадь равнялась минимум 162 десятинам, и треть этого составляли хорошие сельскохозяйственные земли. Мызы, которые не соответствовали этим минимальным требованиям, вносились в поземельную книгу как полумызы.
В то же время мызы, которые не соответствовали установленным требованиям по площади и должны были иметь статус полумыз, но которые ранее уже были внесены в поземельную книгу (на Сааремаа — в 1819 году, в Ливонии — в 1860 году и в Эстляндии — в 1856 году), права рыцарской мызы всё-таки не потеряли. В связи с этим иногда какая-нибудь полумыза могла быть по площади больше, чем рыцарская мыза.
Полумызы могли состоять как из мызных земель (нем. Hofsland), так и из хуторских земель (нем. Bauerland), а также из обоих видов земель.
На землях современной Эстонии в 1910 году насчитывалось 69 полумыз.

## Полумызы Эстляндии в 1900 году
Полумызы Эстляндии в 1900 году в разрезе современных уездов Эстонии:

### Харьюмаа
- Биркенрух (нем. Birkenruh, Касераху, эст. Kaserahu) — 182 десятины. Отделена от рыцарской мызы Пиква в 1884 году.
- Велленхоф (нем. Wellenhof, Кылтсу, эст. Kõltsu) — 101 десятина. Отделена от рыцарской мызы Пелькюль (Пыллкюла) в 1806 году.
- Вехмут (нем. Wechmuth, Выхмута, эст. Võhmuta) — 151 десятина. Была отделена от рыцарской мыза Пергель (Перила) в 1895 году.
- Каунисаар (нем. Kaunisaar, Кауниссааре, эст. Kaunissaare) — 497 десятин. Отделена от рыцарской мызы Пеннингби (Пенинги) в 1815  году.
- Кедва (нем. Kedwa, Кядва, эст. Kädva). Полумыза рыцарской мызы Пургель (Пурила) с 1875 года.
- Коддил (нем. Koddil, Кодила, эст. Kodila) — 597 десятин). Потеряла права рыцарской мызы в 1876 году.
- Коппельман (нем. Koppelmann, Коппелльмаа, эст. Koppellmaa) — 484 десятины.
- Кош (нем. Kosch, Козе, эст. Kose) — 17 десятин. Отделена от городской мызы Неггат (Нехату) в 1790 году.
- Куркс (нем. Kurks, Курксе, эст. Kurkse) — 548 десятин). Отделена от мызы Кройхоф (Ристи).
- Лука (нем. Lucca, эст. Luka) — 21 десятины. Отделена от рыцарской мызы Штрандхоф (Раннамыйза) в 1849 году.
- Нобра (нем. Nömbra, Нымбра, эст. Nõmbra) — 214 десятин. Отделена от рыцарской мызы Аллафер (Алавере) в 1855 году.
- Пазик (нем. Pasik, Паазику, эст. Paasiku) — 780 десятин. Отделена от рыцарской мызы Ягговаль (Ягала) в 1858 году.
- Пернама (нем. Pernama, Пярнамаа, эст. Pärnamaa). Отделена от рыцарской мызы Нурмс (Нурме).
- Пюхат (нем. Pühhat, Пюхату, эст. Pühatu) — 552 десятины. Потеряла права рыцарской мызы в 1864 году.
- Ридака (нем. Ridaka, Рийдаку, эст. Riidaku) — 347 десятин. Потеряла права рыцарской мызы в 1877 году.
- Сайда (нем. Saida, эст. Saida) — 517 десятин. Бывшая скотоводческая мыза рыцарской мызы Нурмс.
- Саумец (нем. Saumetz, Сауметса, эст. Saumetsa) — 215 десятин. Потеряла права рыцарской мызы в 1874 году.
- Саэскюль (нем. Saesküll, Сяэскюла, эст. Sääsküla) — 120 десятин. Была отделена от полумызы Саумец в 1876 году.
- Эшенроде (нем. Eschenrode, Нийтвялья, эст. Niitvälja) — 432 десятины. Отделена от рыцарской мызы Легола (Лехола) в 1867 году.

### Ярвамаа
- Визенхоф (нем. Wiesenhof).
- Вохо (нем. Wöhho, Ваху, эст. Vahu) — 110 десятин. Была отделена от рыцарской Ситц (Преэди) в 1823 году.
- Карлсбрун (нем. Karlsbrunn, Метсамыйза, эст. Metsamõisa) — 67 десятин. Отделена от рыцарской мызы Вехмут (Выхмута) в 1847 году.
- Карлсрух (нем. Carlsruh, Карлсрууэ, эст. Karlsruue). Отделена от рыцарской мызы Аррокюль (Арукюла).
- Корба (нем. Korba, эст. Kora) — 28 десятин. Отделена от рыцарской мызы Сильмс (Сильмси) в 1822 году.
- Лехтмец (нем. Lechtmetz, Лехтметса, эст. Lehtmetsa) — 384 десятины. Отделена от рыцарской мызы Линнапе в 1838 году.
- Сандхоф (нем. Sandhof, Сандхофи, эст. Sandhofi). Отделена от рыцарских мыз Вейньярвен (Вяйнъярве) и Рамма в 1850 году. Полумыза рыцарской мызы Ситц.
- Хайдеметц (нем. Heidemetz, Прюмли, эст. Prümli) — 283 десятины. Рыцарскую мызу сделали полумызой в 1868 году. Побочная мыза рыцарской мызы Равакюль (Рава).

### Ляэнемаа
- Вальдек (нем. Waldeck, Ныммепереб эст.  Nõmmepere) — 136 десятин. Отделена от мызы Лиммат (Люманду) в 1875 году.
- Куда (нем. Kuda, Кууда, эст. Kuuda) — 83 десятины. Отделена от рыцарской мызы Паргенталь (Толли) в 1863 году. Ландратная мыза.
- Лайкюль (нем. Layküll, Лайкюла, эст. Laiküla) — 858 десятин. Потеряла права рыцарской мызы в 1864 году.
- Ледикюль (нем. Lediküll, Леэдикюла, эст. Leediküla) — 130 десятин. Отделена от рыцарской мызы Немкюль (Нымкюла) в 1872 году.
- Моорхоф (нем. Moorhof, Суурсоо, эст. Suursoo) — 1310 десятин.
- Паркхоф (нем. Parkhof, Парги, эст. Pargi) — 34 десятины. Отделена от рыцарской мызы Корвентак (Кырветагузе) в 1828 году.
- Румба (нем. Rumba, эст. Rumba) — 329 десятин. Бывшая скотоводческая мыза рыцарской мызы Ванамойз (Ванамыйза).
- Саунья (нем. Saunja, эст. Saunja) — 534 десятины. Отделена от рыцарской мызы Салайегги (Салайыэ) в 1832 году.
- Силла (нем. Silla, Силламёльдре, эст. Sillamöldre) — 43 десятины.
- Танненхоф (нем. Tannenhof, Мяннику, эст. Männiku) — 388 десятин. Полумыза с 1865 года.
- Хардо (нем. Hardo, Харду, эст. Hardu) — 309 десятин.

### Вирумаа
- Арровуз (нем. Arrowus, Аравузе, эст. Aravuse) — 82 десятины.
- Аррогоф (нем. Arrohof, Арувялья, эст. Aruvälja) — 143 десятины. Отделена от рыцарской мызы Иннис (Инью) в 1848—1850 годах.
- Васахоф (нем. Wasahof, Рийги, эст. Riigi) — 805 десятин. Полумыза рыцарской мызы Хермансберг (Хермамяэ) с 1881 года.
- Вольдемарсхоф (эст. Woldemarshof) — 16 десятин.
- Блюхер (нем. Blücher, Лонтова, эст. Lontova) — 48 десятин. Порт с правами полумызы. Отделена от рыцарской мызы Кунда в 1840 году.
- Иммокфер (нем. Immokfer, Имуквере, эст. Imukvere) — 667 десятин. Отделена от рыцарской мызы Веннефер (Веневере).
- Иоахимшталь (нем. Joachimsthal, Юхкентали, эст. Juhkentali, Joaorg) — 28 десятин. Отделена от рыцарской мызы Йоала в 1881 году.
- Киммельсхоф (нем. Kimmelshof, Эйгу, эст. Eigu) — 90 десятин. Отделена от рыцарской мызы Фонал (Вохнья) в 1858 году.
- Кулларро (нем. Kullarro, Куллаару, эст. Kullaaru) — 275 десятин. Отделена от рыцарской мызы Пейт (Клооди) в 1855 году.
- Ламмаскюль (нем. Lammasküll, Ламмаскюла, эст. Lammasküla) — 324 десятины.
- Мариенгоф (нем. Marienhof,  Мююрику, эст. Müüriku). Отделена от пастората Вяйке-Маарья в 1808 году, затем от рыцарских мыз Вакк (Вао) и Каарман (Каарма).
- Меррекюль (нем. Merreküll, Мерикюла, эст. Meriküla) — 3843 десятины. Отделена от рыцарской мызы Кюйденурм (Лаагна) в 1862 году.
- Немме (нем. Nömme, Нымме, эст. Nõmme) — 124 десятины. Полумыза с 1865 года.
- Переволок (эст. Perevolok) — 145 десятин.
- Родеваль (нем. Rodewal, Роодевялья, эст. Roodevälja) — 137 десятин.
- Силламягги (нем. Sillamäggi, Силламяэ, эст. Sillamäe) — 107 десятин. Отделена от рыцарской мызы Вайвара в 1850 году.
- Таммиспе (нем. Tammispäh, Таммиспеа, эст. Tammispea) — 172 десятины. Отделена от рыцарской мызы Иесс (Эссу) в 1848 году. Принадлежала последней вновь с 1898 года.
- Тарракус (нем. Tarrakus, Таракузе, эст. Tarakuse) — 502 десятины. Отделена от рыцарской мызы Иевве (Йыхви) в 1863 году.
- Томель (нем. Thomel, Тоомла, эст. Toomla) — 187 десятин. Отделена от рыцарской мызы Аддиналь (Андья) в 1851 году.
- Убья (эст. Ubja) — 515 десятин. Отделена от рыцарской мызы Ухтен (Ухтна) в 1875 году.
- Ульрихсталь (нем. Ulrichsthal, Прюнинги, эст. Prüningi) — 95 десятин.
- Уснова (нем. Usnowa, Валлисааре, эст. Vallisaare) — 1172 десятины.
- Ухе (нем. Uhhe, эст. Uhe). Отделена в 1874 году.
- Фердинандсхоф (нем. Ferdinandshof, Сийвертси, эст. Siivertsi) — 100 десятин. Отделена от побочной мызы Васахоф (Рийги).
- Эддара (нем. Eddara, Эдара, эст. Ädara) — 260 десятин.
- Юлиенхоф (нем. Julienhof, Музи, эст. Musi) — 106 десятин.

## Полумызы Ливонии в 1900 году
Полумызы Ливонии в 1900 году в разрезе современных уездов Эстонии:

### Сааремаа
- Кулли (нем. Kulli, эст. Kulli) — 369,92 десятины. Мыза священников лютеранской церкви.
- Хох-Немпа (нем. Hoch-Nempa, Мяэ-Нымпа, эст. Mäe-Nõmpa) — 204 десятины.

### Тартумаа
- Ваххи (нем. Franzenshütte, Вахи, эст. Vahi) — 100 десятин.

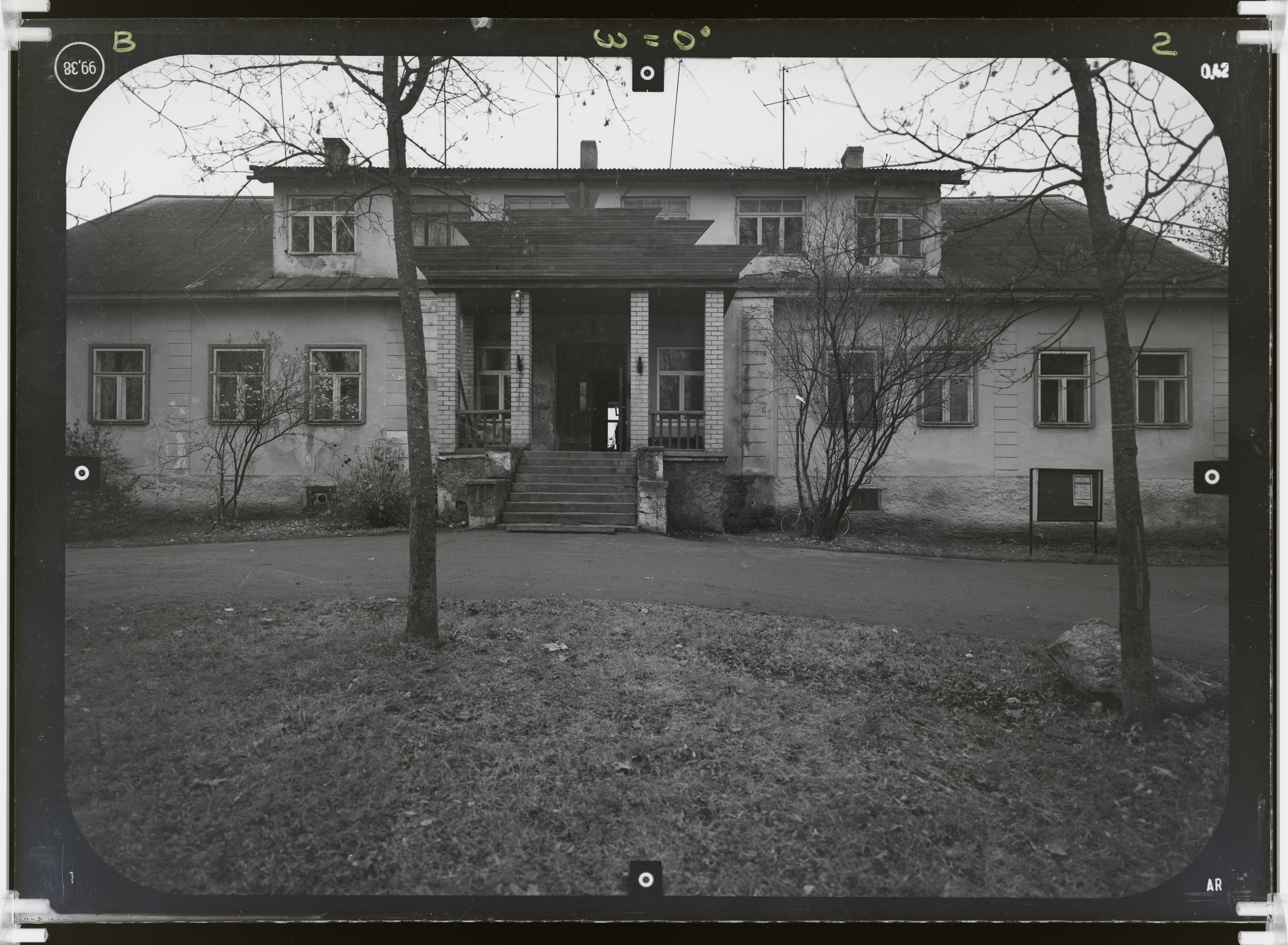
Господский дом полумызы Коддил (Кодила) <brв 1988 году
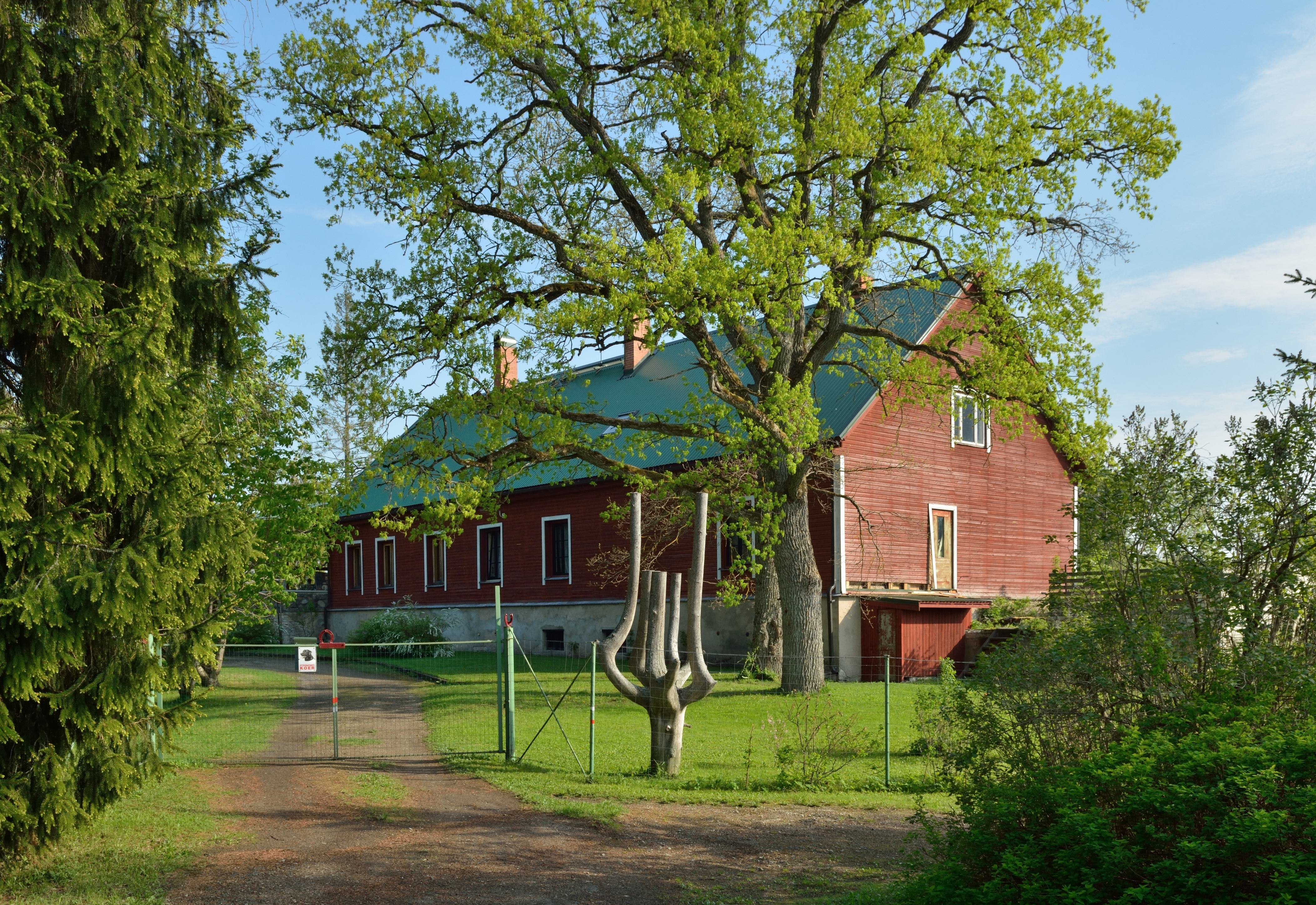
Господский дом полумызы Ламмаскюль (Ламмаскюла) в 2015 году
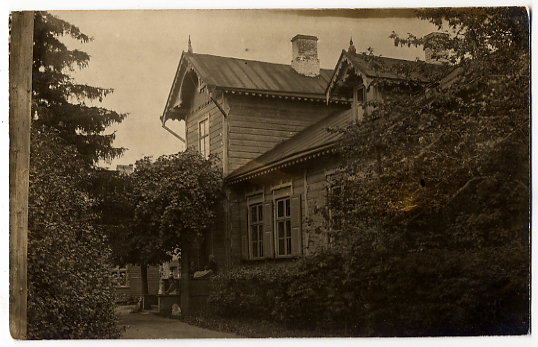
Полумыза Франценсхютте (Вахи)
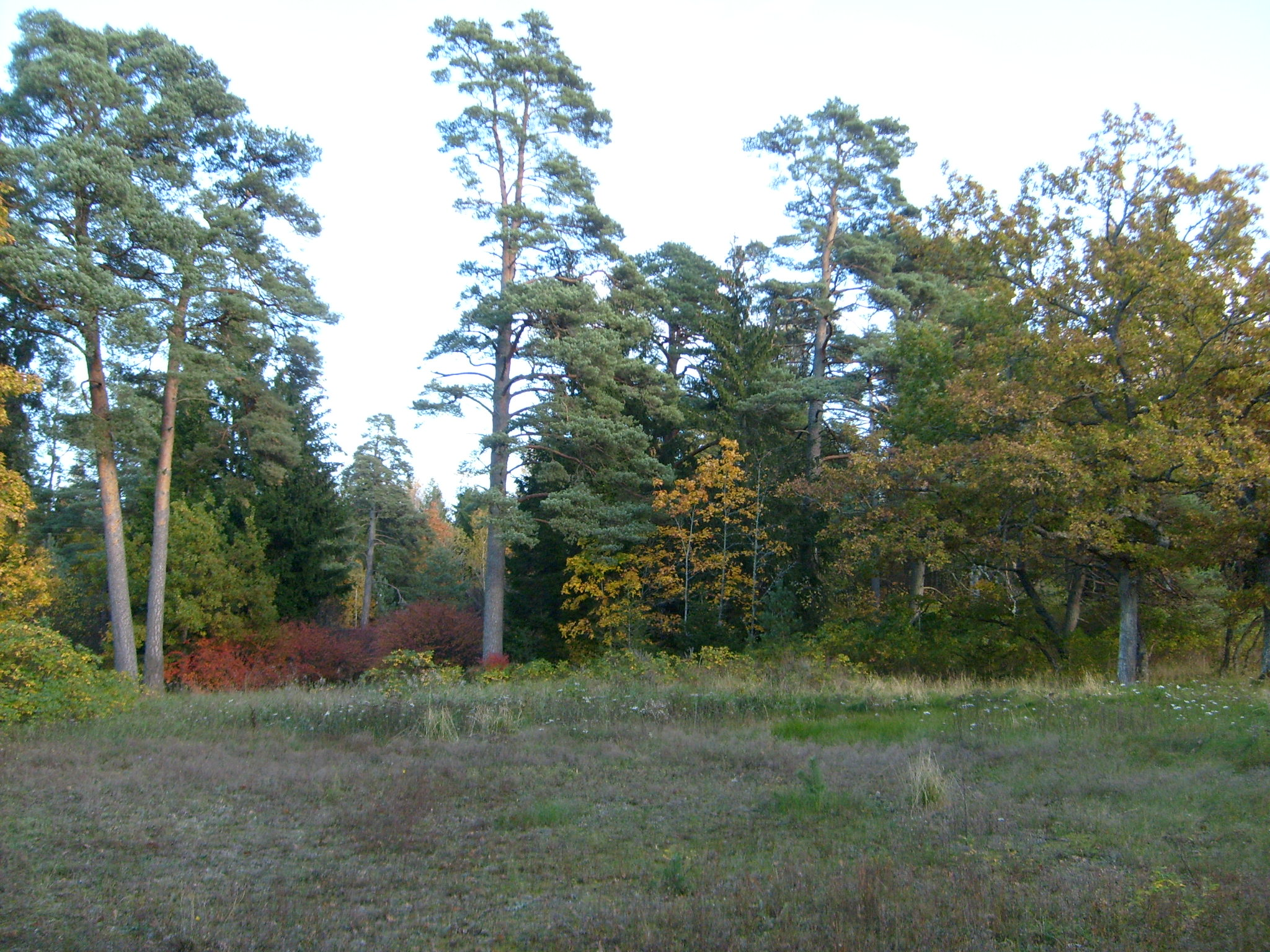
Парк полумызы Велленхоф (Кылтсу) в 2008 году